# Waldheim am Rappeneck
Das Waldheim am Rappeneck ist eine bewirtschaftete Hütte des Pfälzerwald-Vereins innerhalb der kreisfreien Stadt Pirmasens. Unter der Bezeichnung Rappeneck ist es außerdem als Wohnplatz ausgewiesen.

## Lage
Die Hütte befindet sich nördlich des Siedlungsgebiets des Pirmasenser Stadtteils Niedersimten, das lediglich rund hundert Meter entfernt ist, am Übergang des Pfälzerwald zum Zweibrücker Hügelland auf 334 Metern Höhe am nördlichen Rand eines Waldgebiets. Nördlich schließen sich landwirtschafltich genutzte Flächen an. Rund hundert Meter weiter westlich verläuft der Große Littersbach.

## Betrieb
Die Hütte wird von der Ortsgruppe Niedersimten des Pfälzerwald-Verein betrieben. Pro Jahr finden dort regelmäßig unterschiedliche Veranstaltungen statt. Die Bewirtung findet bei vereinsinternen Veranstaltungen und auf Anmeldung für Gruppen ab zehn Personen statt.
Innerhalb des Gebäudes finden 50 Personen Platz und an den außen umliegenden Flächen 150.

## Anbindung
Das Waldheim am Rappeneck ist weder an das öffentliche Straßennetz noch an das Netz der markierten Wanderwege angebunden. Es liegt an einem Wirtschaftsweg, der von Niedersimten nach Winzeln verläuft.